# أسيتات السيزيوم
أسيتات السيزيوم  (أو خلات السيزيوم) مركب كيميائي له الصيغة CH3CO2Cs، ويكون على شكل بلورات عديمة اللون.

## الخواص
- يمتاز مركب أسيتات السيزيوم بانحلالية كبيرة جداً في الماء، فينحل منه 1345.5 غ لكل 100 مل ماء عند الدرجة 88.5 °س، وحتى عند درجة حرارة منخفضة فغن الانحلالية تكون كبيرة نسبياً، 945.1 غ لكل 100 مل ماء عند -2.5 °س. تكون لبلورات أسيتات السيزيوم خاصية استرطاب كبيرة.[4]

## التحضير
يحضر أسيتات السيزيوم من تفاعل حمض الخليك مع كربونات السيزيوم.
Cs2CO3 + 2CH3COOH → 2CH3COOCs + H2O + CO2

## الاستخدامات
- يستخدم أسيتات السيزيوم من أجل منح أيون السيزيوم إلى الزيوليتات المستبدلة بفلزات قلوية من أجل دراسة الصفات القاعدية لها بواسطة مطيافية تحت الأحمر.[6]
- يفاعل أسيتات السيزيوم مع نترات اللانثانوم يتبع ذلك عملية تكليس من أجل تحضير الأكسيد المشترك CsLaO2، والذي يحمّل على الزيوليت MCM-41 من أجل تحضير حفاز لامتجانس قاعدي وثابت.[7]
- يستخدم كحفاز عموماً في الاصطناع العضوي، وخاصة في تفاعل بيركن Perkin reaction، والذي يحدث فيه تشكيل للأحماض غير المشبعة وذلك عن طريق تكاثف الألدهيدات العطرية مع الأحماض الدهنية.[8]